# Fordærvet (grafisk roman)
Fordærvet (engelsk: Made Flesh) er en grafisk roman af Lars Kramhøft og Tom Kristensen udgivet af Forlaget Valeta.

## Historie
Bogen udkom oprindeligt i Danmark på engelsk under titlen Made Flesh i 2013. I 2014 udkom bogen i dansk version under Forlaget Valeta.
Bogen modtog prisen for Årets Danske Horrorudgivelse på Krimimessen i Horsens i 2014.